# 五花寺塔
五花寺塔位于河南省宜阳县三乡镇三乡村北，连昌河西岸，1986年被列为第二批河南省文物保护单位，2013年被列为第七批全国重点文物保护单位。
五花寺早已被毁，现仅存塔。塔建于宋代，为楼阁式砖塔，空心，平面呈八角形，共九层，高约30米。第一、二、三、四、六层南面辟门，其它各面皆辟假门。